# 31. Unterseebootsflottille
La 31. Unterseebootsflottille était la 31e flottille de sous-marins allemands de la Kriegsmarine pendant la Seconde Guerre mondiale.
Formée en Allemagne en octobre 1941 comme flottille d'entraînement (Ausbildungsflottille), elle est sous le commandement du Kapitän zur See Bruno Mahn.
Son histoire prend fin en mai 1945, lors de la capitulation allemande.

## Affectations
- Septembre 1943 à mai 1945 : Hambourg, Wilhelmshaven et Wesermünde.

## Commandement
| Nom            | Grade            | Début          | Fin        |
| Bruno Mahn     | Kapitän zer See  | Septembre 1943 | Avril 1945 |
| Carl Emmermann | korvettenkapitän | Avril 1945     | Mai 1945   |

## Unités
La flottille a reçu 156 unités durant son service, comprenant des U-Boote de type II B et D, de type VI C et C/41, de type IX C/40 et de type XXI.
Unités de la 31. Unterseebootsflottille :
- U-120, U-121, U-140, U-141, U-148, U-150, U-151, U-152
- U-235, U-236, U-237, U-251, U-276, U-287, U-291
- U-316, U-349, U-350, U-367, U-368, U-369, U-397
- U-428, U-429, U-430
- U-554, U-560
- U-612, U-677, U-679, U-680, U-681, U-682, U-683
- U-708, U-712, U-720, U-721, U-722, U-733, U-746, U-747, U-748, U-768, U-771, U-772, U-773, U-774, U-775, U-776, U-777, U-778, U-779
- U-903, U-905, U-907, U-922, U-924, U-975, U-977, U-982, U-999
- U-1000, U-1001, U-1002, U-1003, U-1004, U-1005, U-1006, U-1007, U-1008, U-1009, U-1010, U-1013, U-1014, U-1015, U-1016, U-1017, U-1018, U-1019, U-1020, U-1021, U-1022, U-1023, U-1024, U-1101, U-1103, U-1132, U-1167, U-1192, U-1193, U-1194, U-1196, U-1197, U-1198, U-1201, U-1204, U-1224, U-1225, U-1226, U-1227, U-1228, U-1229, U-1230, U-1231, U-1232, U-1233, U-1234, U-1235
- U-2501, U-2502 (en), U-2503 (en), U-2504, U-2505, U-2506 (en), U-2507, U-2508, U-2509, U-2510, U-2511, U-2512, U-2513 (en), U-2514, U-2515, U-2516, U-2517, U-2518, U-2519, U-2520, U-2521, U-2522, U-2523, U-2524, U-2525, U-2526, U-2527, U-2528, U-2529, U-2530, U-2531, U-2533, U-2534, U-2535, U-2536, U-2538, U-2539, U-2540, U-2541, U-2542, U-2543, U-2544, U-2545, U-2546, U-2548, U-2551, U-2552